# Thomas Dudley
Thomas Dudley (* 12. Oktober 1576 in Northampton, England; † 31. Juli 1653 in Boston, Massachusetts) war Kolonialmagistrat und mehrfach Gouverneur der Massachusetts Bay Colony. Während seiner Amtszeit geriet er mehrfach heftig mit seinem Rivalen John Winthrop aneinander. Dudley war der Gründer von Newtowne, heute Cambridge und baute das erste Haus dort. Als Gouverneur unterzeichnete er die Gründungsurkunde des Harvard College. Nach ihm wurde das Thomas Dudley Gate am Harvard College sowie das Dudley Haus benannt.

## Frühe Jahre
Dudley wurde als Sohn von Captain Roger Dudley und Susanna Thorne in Northampton in England geboren. Viele Historiker sind der Meinung, Roger Dudley sei ein Abkömmling von John Sutton, dem ersten Baron Dudley. Die genaue Verbindung ist jedoch strittig. Dudleys Mutter, Susanna Thorne, war ein Nachkomme von Heinrich II. von England. Sein Vater wurde bei der Schlacht bei Ivry getötet und Dudley wurde im Alter von 14 zum Halbwaisen. In den späten 1590er Jahren schloss er sich den Puritanern an. In den folgenden 30 Jahren arbeitete er bis zu einer Auswanderung mit der Flotte von John Winthrop als Verwalter für Theophilus Clinton, den vierten Earl of Lincoln.

## Zeit der Massachusetts Bay Colony
Als 1629 die Spannungen zwischen den Puritanern und der englischen Regierung ihren Höhepunkt erreichten, wurde Dudley als einer von fünf Offizieren ausgewählt, nach Amerika zu segeln. Er wurde zum stellvertretenden Befehlshaber der Flotte unter dem Befehl von John Winthorp bestimmt. Mit dem Flaggschiff Arbella landete Dudley 1630 in der Massachusetts Bay Colony. Unmittelbar nach der Ankunft entwickelte sich der erste Streit zwischen ihm und John Winthop, der den Sitz der Regierung der neuen Kolonie betraf.
Dudley war Gouverneur der Kolonie in den Jahren 1634, 1640, 1645 und 1650. In der restlichen Zeit war er stellvertretender Gouverneur. In seinem Brief „To the Right Honourable, My very good Lady, The Lady Bridget, Countess of Lincoln“ beschrieb er im März 1631 die ersten Jahre der Kolonisten.